# Herenweg (Houten)
De Herenweg is een straat in de Nederlandse plaats Houten. De straat loopt vanaf de Burgemeester Wallerweg tot aan De Poort. Er bevinden zich enkele monumentale huizen aan de Herenweg.
Zijstraten van de Herenweg zijn de "Prinses Beatrixweg", "Koningin Wilhelminaweg" en het Lupine-oord.
Op 28 november 1944 werd de Herenweg getroffen door een bombardement. Doel was een Duitse generaal die met zijn staf was gehuisvest in enkele villa's. Door een navigatiefout werd een totaal andere deel van de Herenweg getroffen. Vier inwoners van de straat kwamen daarbij om het leven. De andere doden vielen op de  de Brink.

## Fotogalerij

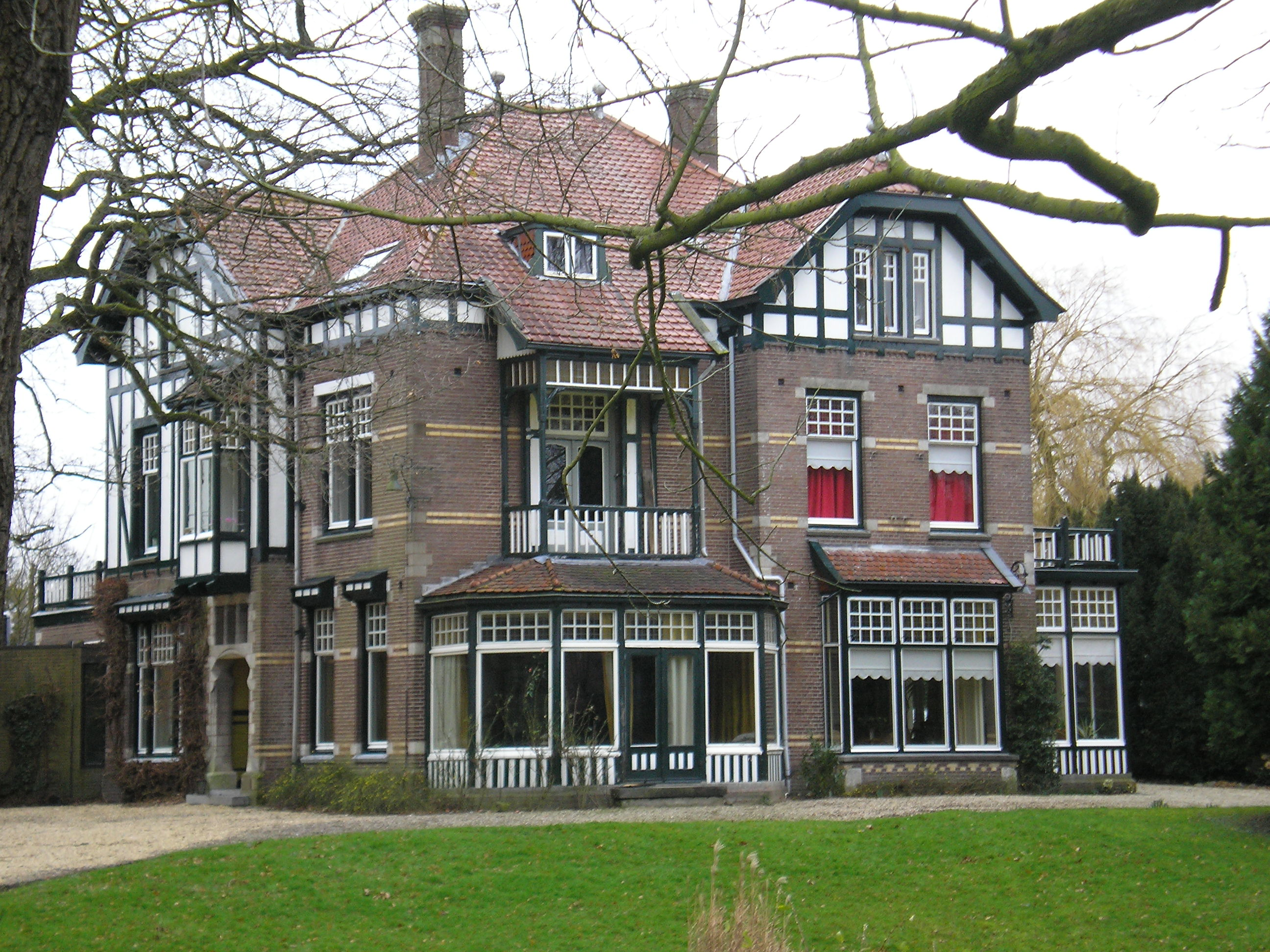
Huize Bel Respiro aan de Herenweg 33 te Houten (rijksmonument)
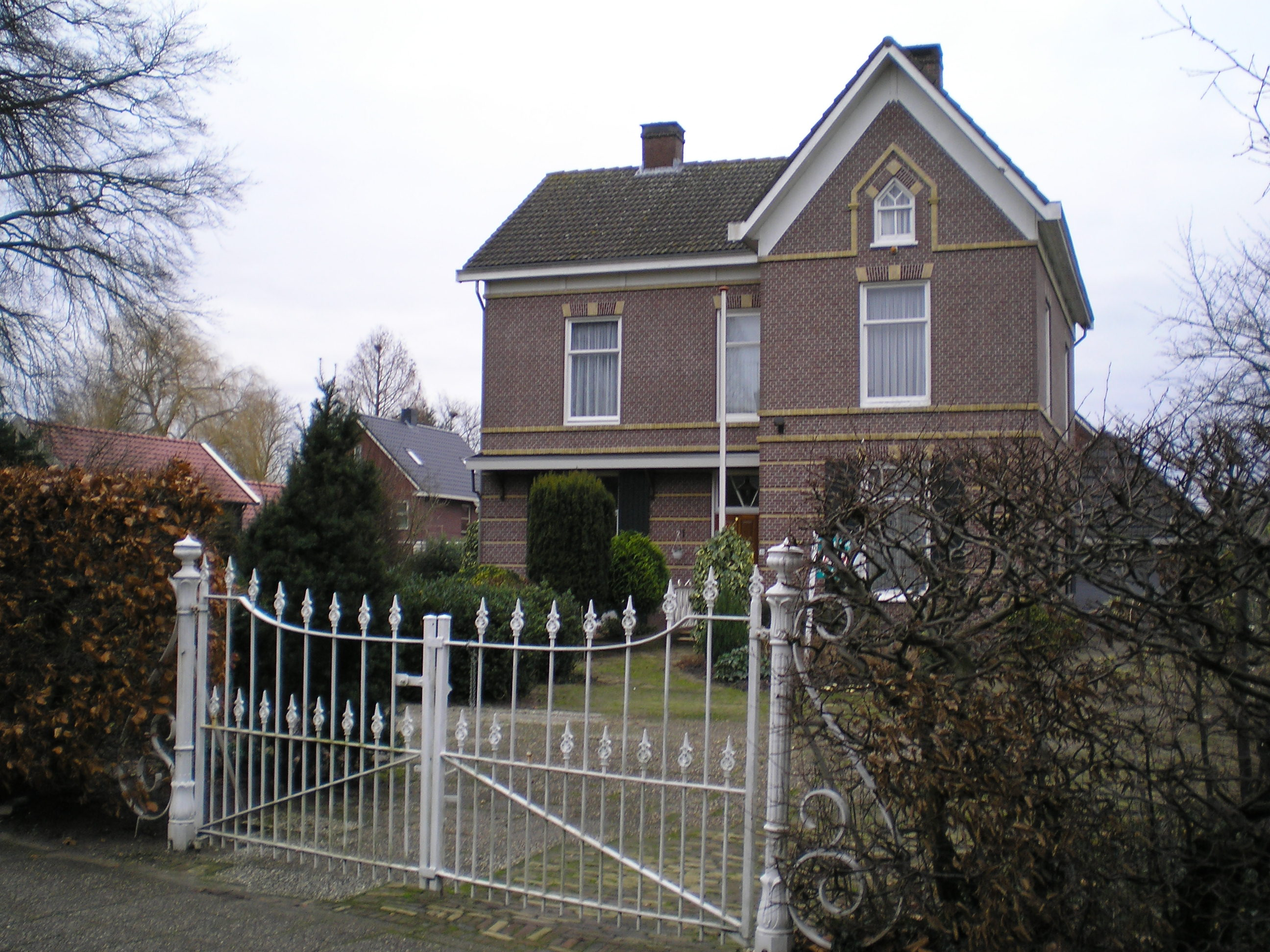
Herenweg 21 (1882) te Houten (monument)
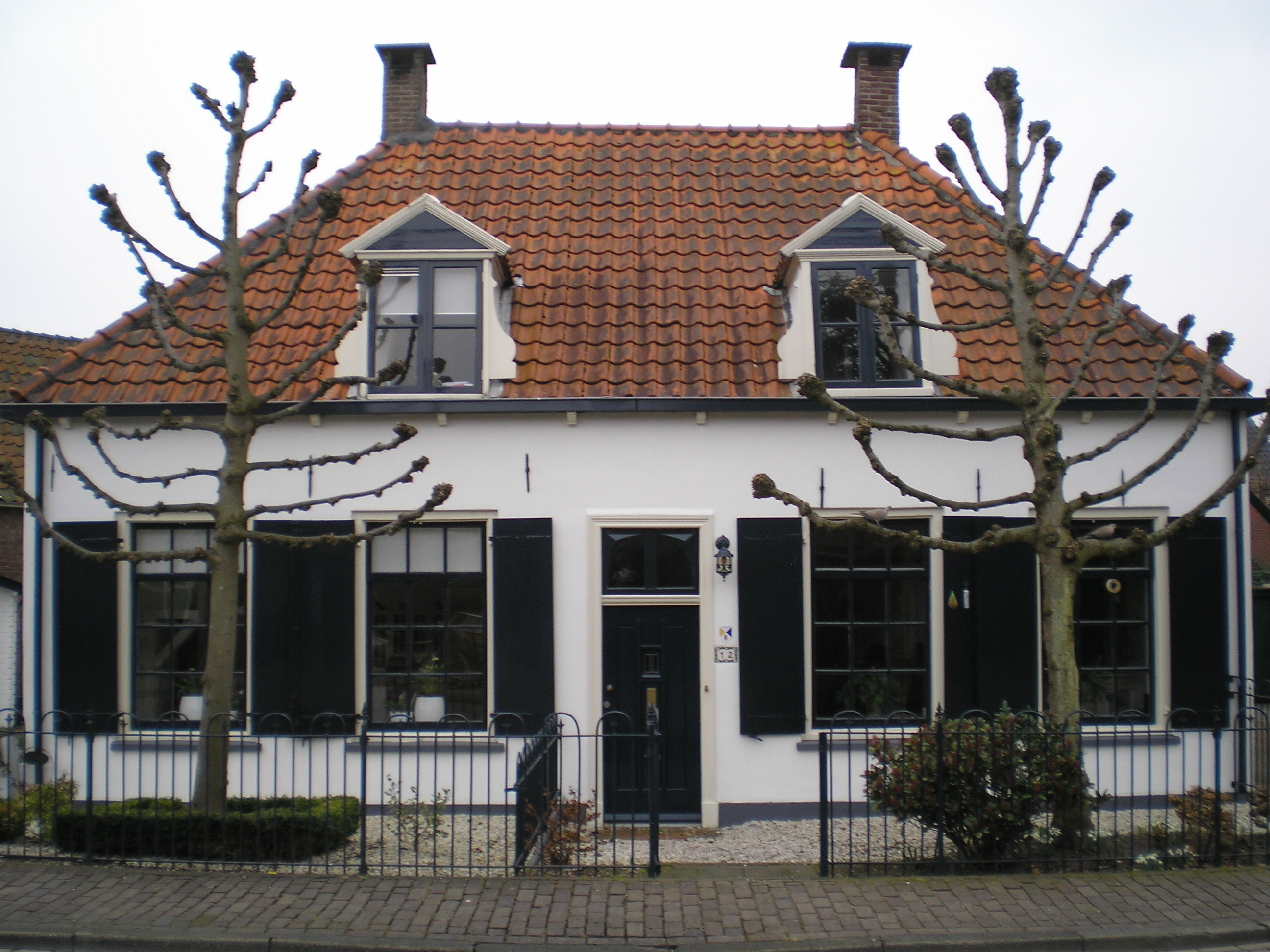
Herenweg 12 te Houten (monument)

Beusichemseweg ·
Burgemeester Wallerweg ·
De Poort ·
Heemsteedseweg ·
Herenweg ·
Houtensewetering ·
Koningin Julianastraat ·
Loerikseweg ·
Lupine-oord ·
Notengaarde ·
Oud Wulfseweg ·
Plein ·
Prins Bernhardweg ·
Staatsspoor ·
Stationserf ·
Tiellandtspad ·
Vlierweg ·
Weteringhout